# Glaciação Mindel

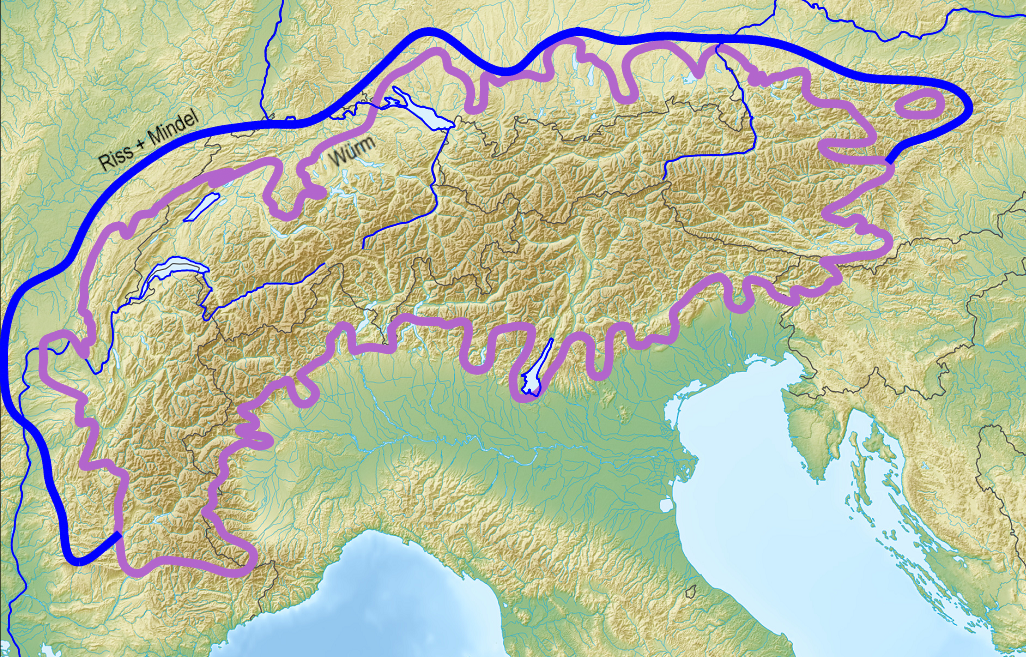
Extensão da glaciação nos Alpes. Em azul. extensão da camada de gelo nas glaciações Mindel e Riss, e em roxo, durante a glaciação Würm.

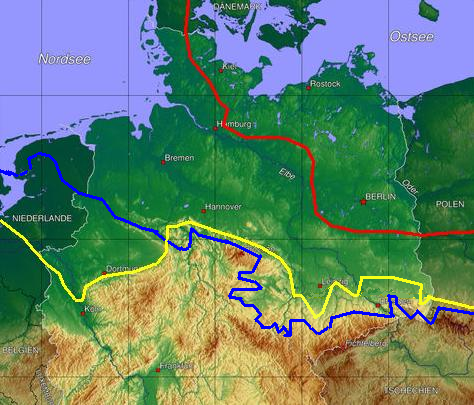
Mapa da Idade do Gelo da Europa, vermelho: limite máximo da Idade do Gelo Weichseliana, idade do gelo Saale amarela no máximo (estágio Drenthe), glaciação máxima azul da Idade do Gelo Elster.

A Glaciação Mindel foi uma glaciação que aconteceu há 450 000 anos. Foi o terceiro estágio glacial mais jovem dos Alpes. Seu nome foi cunhado por Albrecht Penck e Eduard Brückner, que o nomearam em homenagem ao rio da Suábia, o Mindel. O Mindel glacial ocorreu no Pleistoceno médio; foi precedido pelo interglacial Haslach-Mindel (muitas vezes considerado como parte de Günz) e sucedido pelo interglacial Mindel-Riss (interglacial Holstein).
A glaciação Mindel é comumente correlacionada com a glaciação Elster do norte da Europa. O momento mais preciso é controverso, pois Mindel é comumente correlacionado a dois estágios isotópicos marinhos diferentes, MIS 12 (478-424 mil anos atrás ) e MIS 10  (374-337 mil anos atrás v).